# Smith & Wesson Model 500
Der Smith & Wesson Model 500 Revolver ist ein Double-Action-Revolver. Er ist die weltweit stärkste in Großserie gebaute Faustfeuerwaffe und verschießt Munition des Kalibers .500 S&W Magnum. Die Trommel hat fünf Kammern. Das Kaliber .500 Smith & Wesson Magnum produziert mit einem 400-grain-Geschoss (25,92 g) eine Mündungsenergie von 3113 Joule, mit dem leichteren 325-grain-Geschoss (21,06 g) sogar 3174 Joule. Die Projektile haben eine Mündungsgeschwindigkeit von bis zu 549 m/s. Das Gewicht der Waffe variiert je nach Modell und Lauflänge zwischen 1,29 und 2,26 Kilogramm. In Verbindung mit dem langen Lauf und der hohen Mündungsenergie erzielt der Revolver eine hohe effektive Reichweite und kann bis zu einer Distanz von 200 Metern gezielt eingesetzt werden. Wie die meisten großkalibrigen Handfeuerwaffen eignet sich das Modell 500 für Sport- und Jagdanwendungen. Die hohe Leistungsfähigkeit der Munition macht es möglich, auch afrikanisches Großwild damit zu jagen. Die Waffe ist eine von nur wenigen Faustfeuerwaffen, die sich für die sogenannte Nachsuche eignet.
Bei allen Varianten des Revolvers wurde ein Kompensator integriert. Bei einigen Modellen des S&W Performance Center wurde dieser durch eine Mündungsbremse ersetzt, um den Rückstoß zu mindern. Die Waffe besitzt einen weichen Gummigriff, da sie sich mit einem härteren Holz- oder Kunststoffgriff nur schlecht oder gar nicht handhaben ließe. Beim Abfeuern sollten Schutzbrille und Schießhandschuhe getragen werden. Die Schutzbrille schützt vor größeren Schmauchpartikeln, die durch den starken Gasdruck nach hinten zum Schützen gelangen könnten. Die Schießhandschuhe schützen vor Hautabschürfungen (sogenannte Magnum-Male). Bei längeren Schussfolgen kann es zu Gelenkschmerzen und bei dauerhaftem Einsatz zu Gelenkschädigungen kommen.
Die Waffe durfte erst nach mehreren Testreihen der US-Polizei auf den Markt gebracht werden. Zwar war der Revolver für Sport und Jagd entwickelt worden, dennoch wurde befürchtet, die Waffe würde ihren Weg in die Hände von Kriminellen und Straßenbanden finden, die dieses starke Kaliber verwenden könnten, um die Schutzwesten der Polizisten zu durchschlagen. Die Testreihen der US-Polizei ergaben jedoch, dass die in Serie gefertigte Munition die Westen nicht durchschlagen konnte und somit wurde die Waffe für den öffentlichen Markt zugänglich.

## Varianten
Die hier aufgelisteten Versionen werden von Smith & Wesson hergestellt:
- Standard-Modell 500 mit einem 8¾-Zoll-Lauf (22,2 cm)
- 500S (Short) mit einem 4-Zoll-Lauf (11,6 cm)
- 500H (Hunter) mit einem längeren 10,5-Zoll-Lauf (26,6 cm)

Weitere Modellversionen bietet das Smith & Wesson Performance Center an. Wie bei allen Revolvern von Smith & Wesson sind „kundenspezifische“ Varianten in Sonderauflagen ab einer Mindestbestellmenge von 500 Stück erhältlich. Ein Beispiel dafür ist das Modell John Ross Performance Center 5″ .500 S&W Magnum, das einen 5-Zoll-Lauf mit einer äußeren Mündungsmutter anstelle einer Mündungsbremse oder eines Kommentators besitzt und mit einem Millet-Schwalbenschwanzkorn ausgestattet ist.
Es wurden außerdem noch einige Model-500-„Survival-Pistolen“ hergestellt, die von Buschpiloten und Piloten in Alaska verwendet werden. Sie besitzen einen extrem kurzen Lauf (51 mm), einen leuchtend orangen Spezialgriff der Firma Hogue und verfügen weder über Mündungsbremse noch Kompensator. Die Kurzlaufversion sollte Absturzüberlebenden die Möglichkeit geben, sich gegen einen Wildtierangriff wie den eines Bären verteidigen zu können. Die geringe Größe sollte dabei helfen, die Waffe in der Überlebensausrüstung sicher zu verstauen. Bei derart kurzen Läufen geht allerdings sehr viel von der Energie der Patrone verloren, ebenso nachteilig wirkt sich die Verkürzung auf Rückschlag, Präzision und Mündungsfeuer aus. Die Produktion wurde im Dezember 2009 eingestellt.

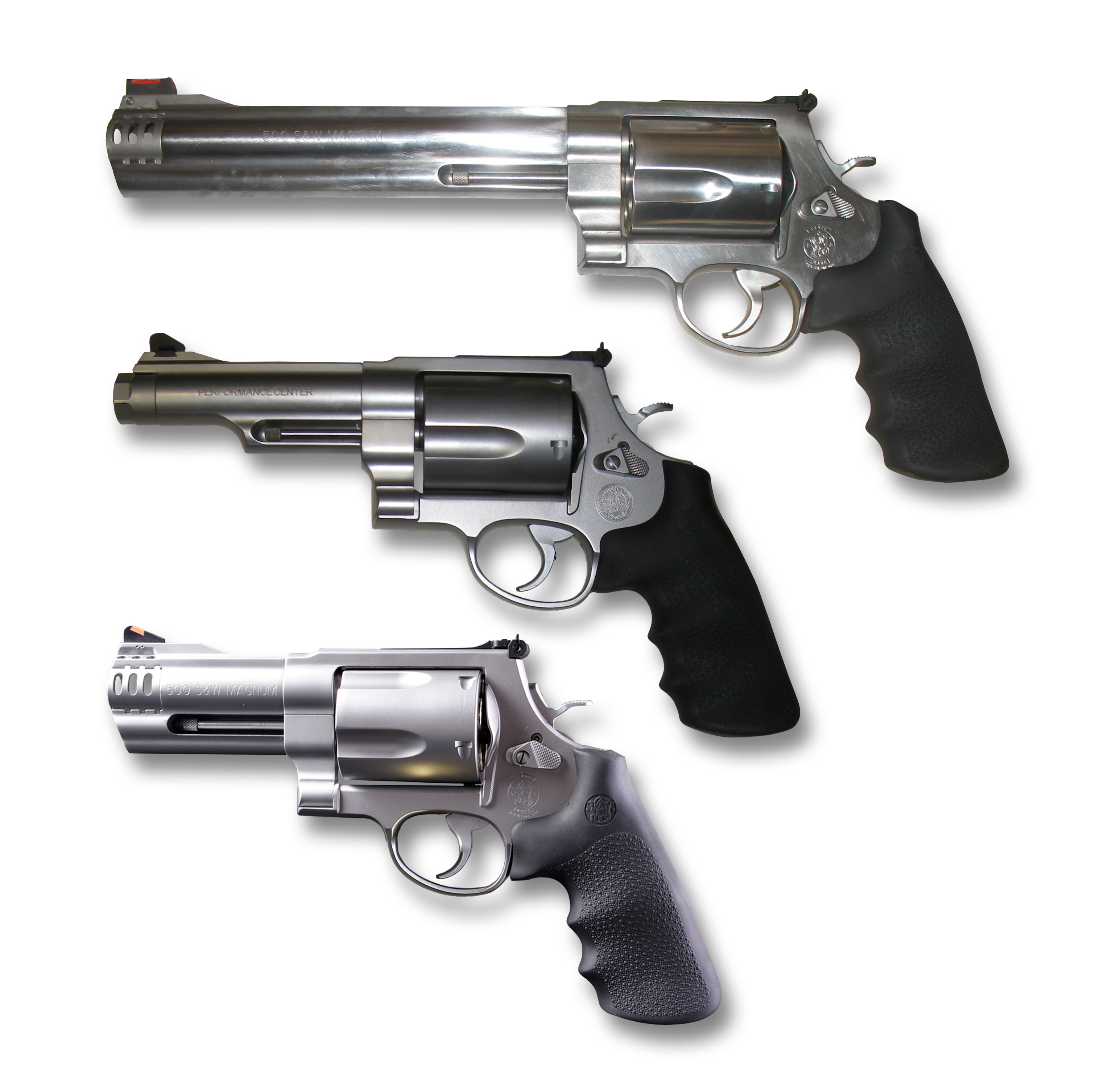
Verschiedenen Modelle des Revolvers "S&W500": Standard / John Ross Edition / Short
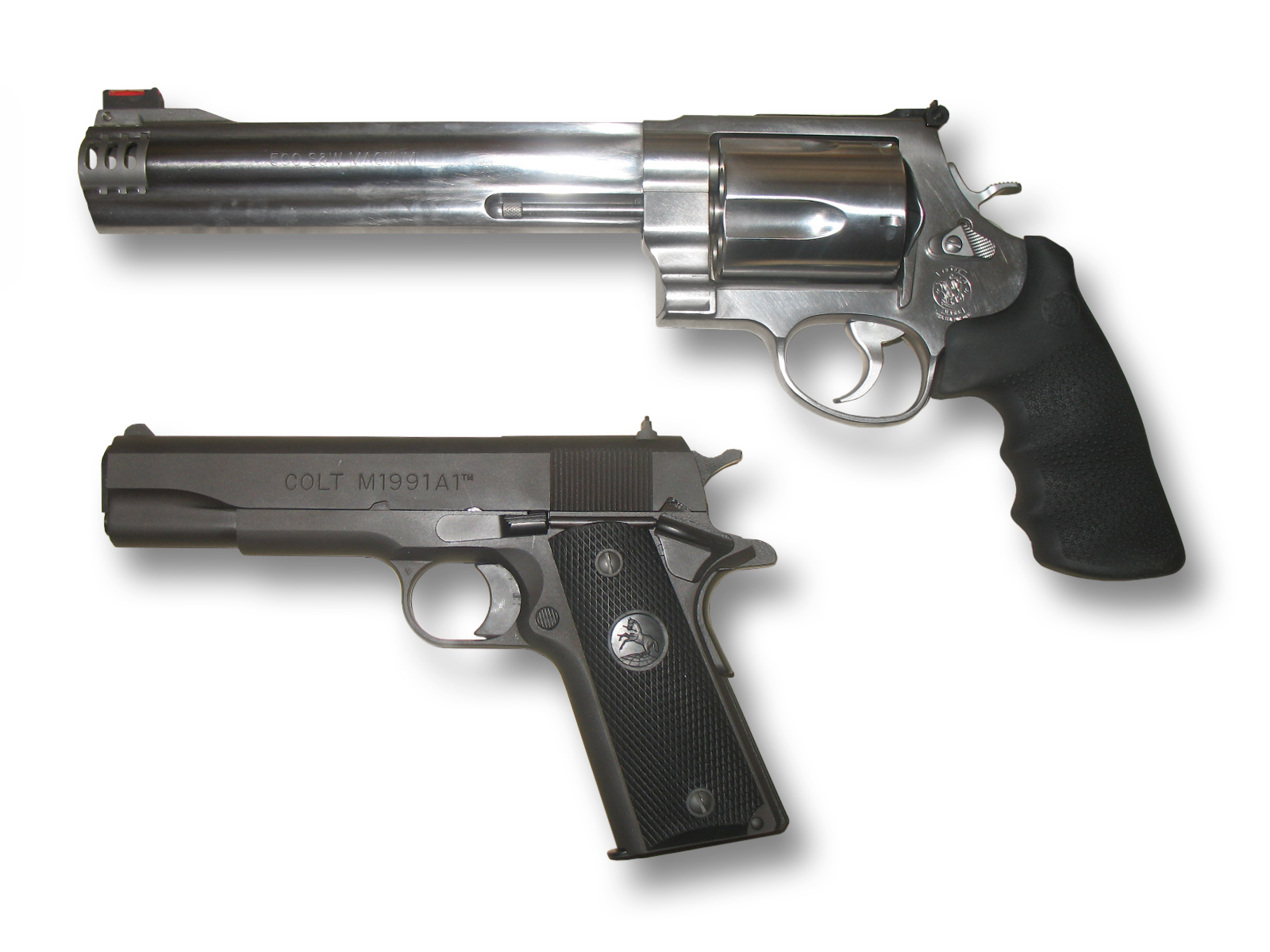
S&W500 im Vergleich zum Colt M1911
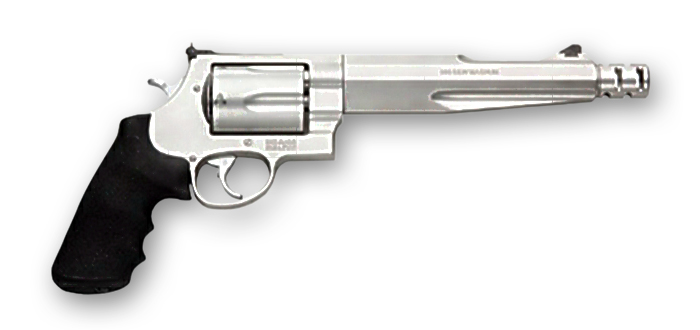
Modellvariante des S&W Performance Center mit Mündungsbremse statt Kompensator
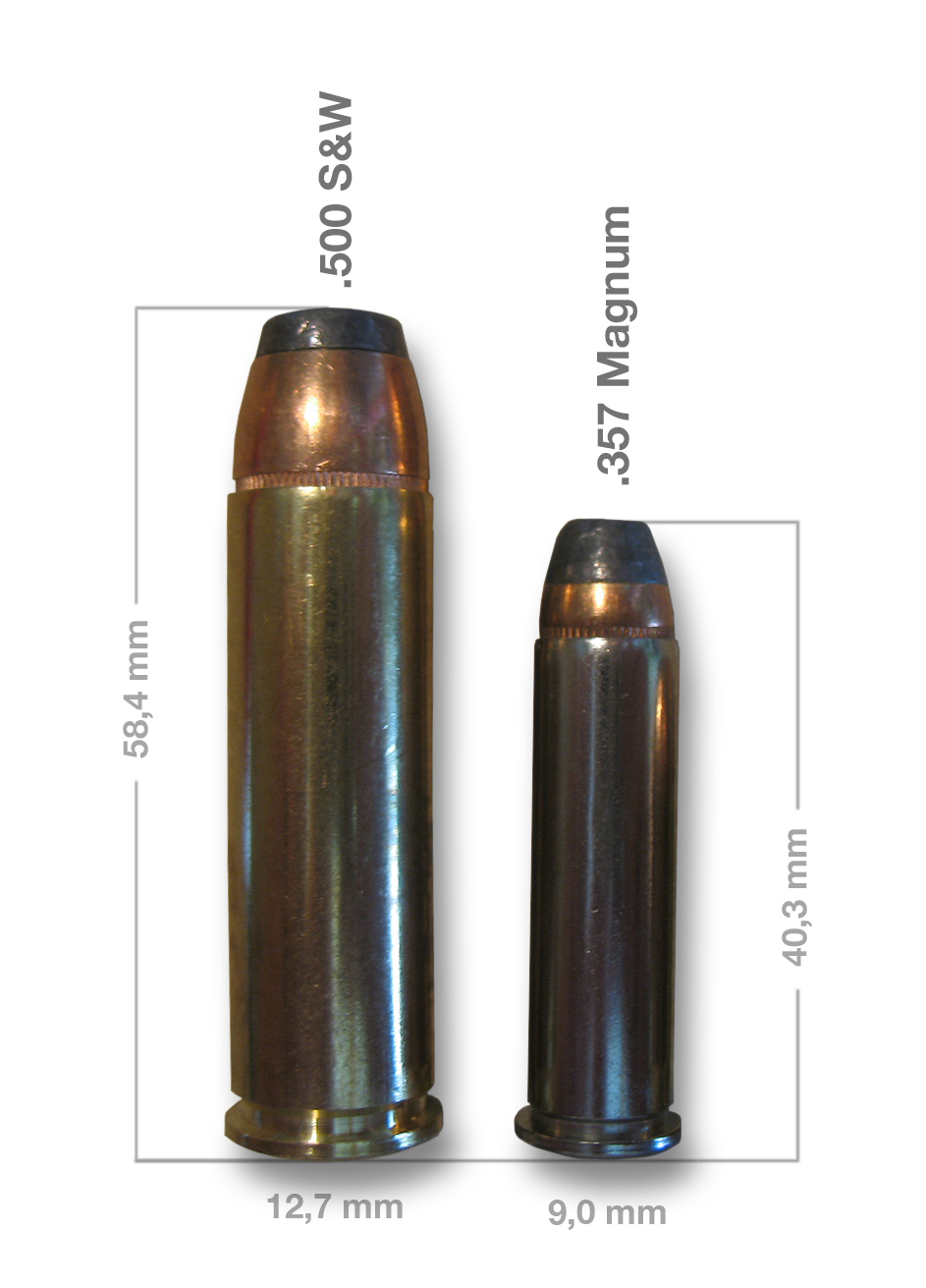
Eine .500S&W im Vergleich zu einer .357 Magnum
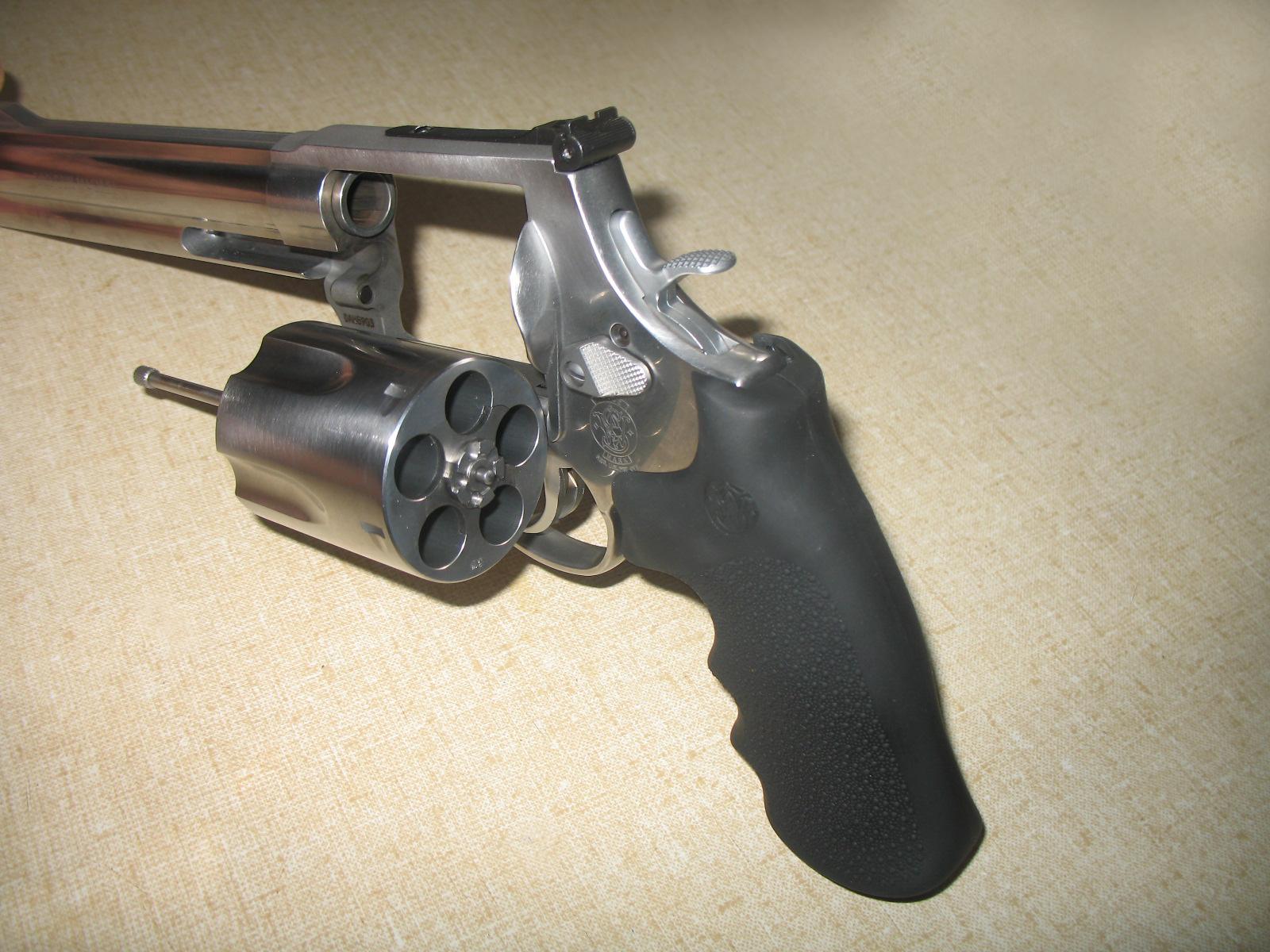
Geöffnete Fünf-Kammern-Trommel (statt der üblichen sechs Patronenlager)
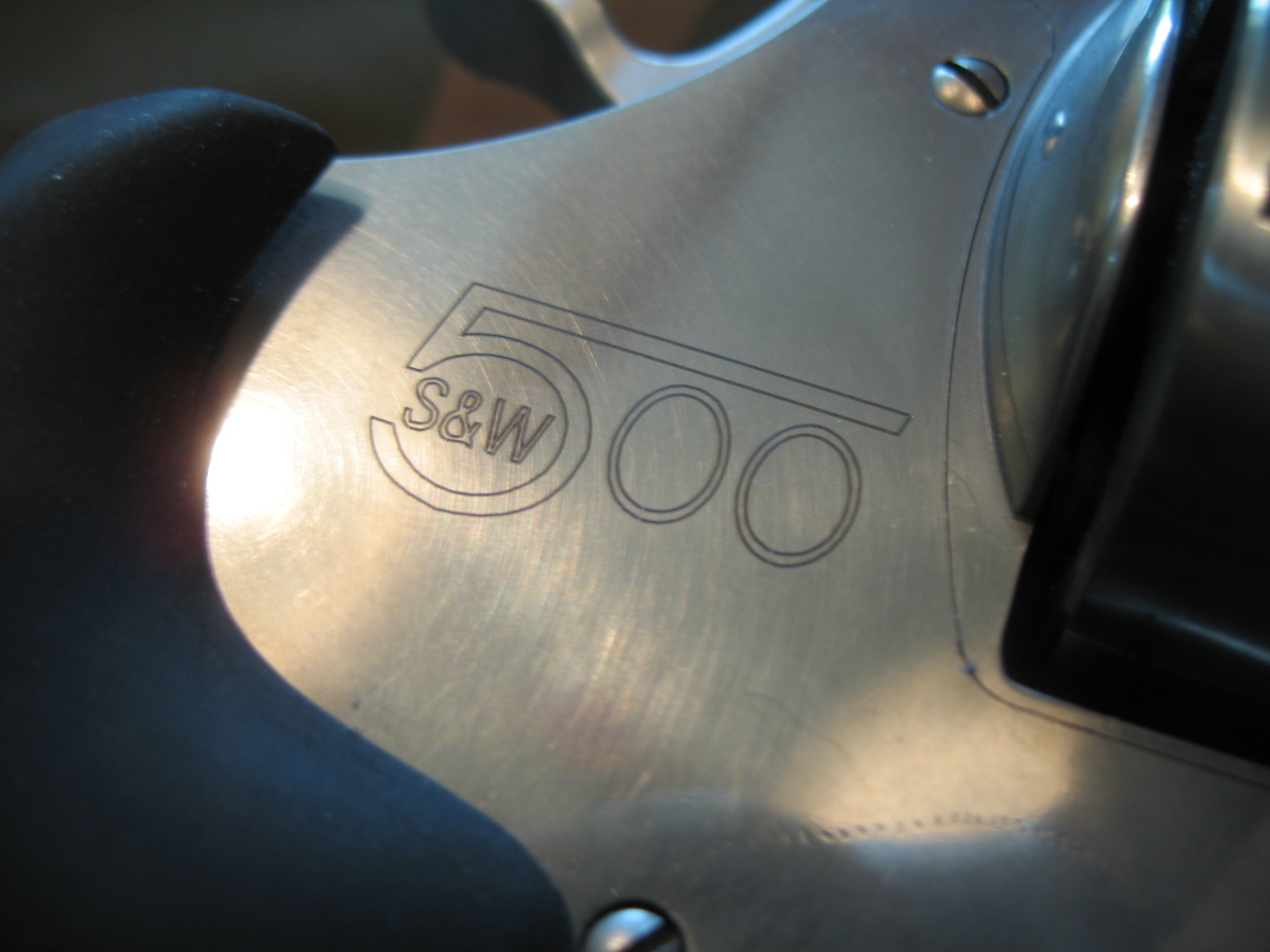
Ätzgravur des S&W500-Modell
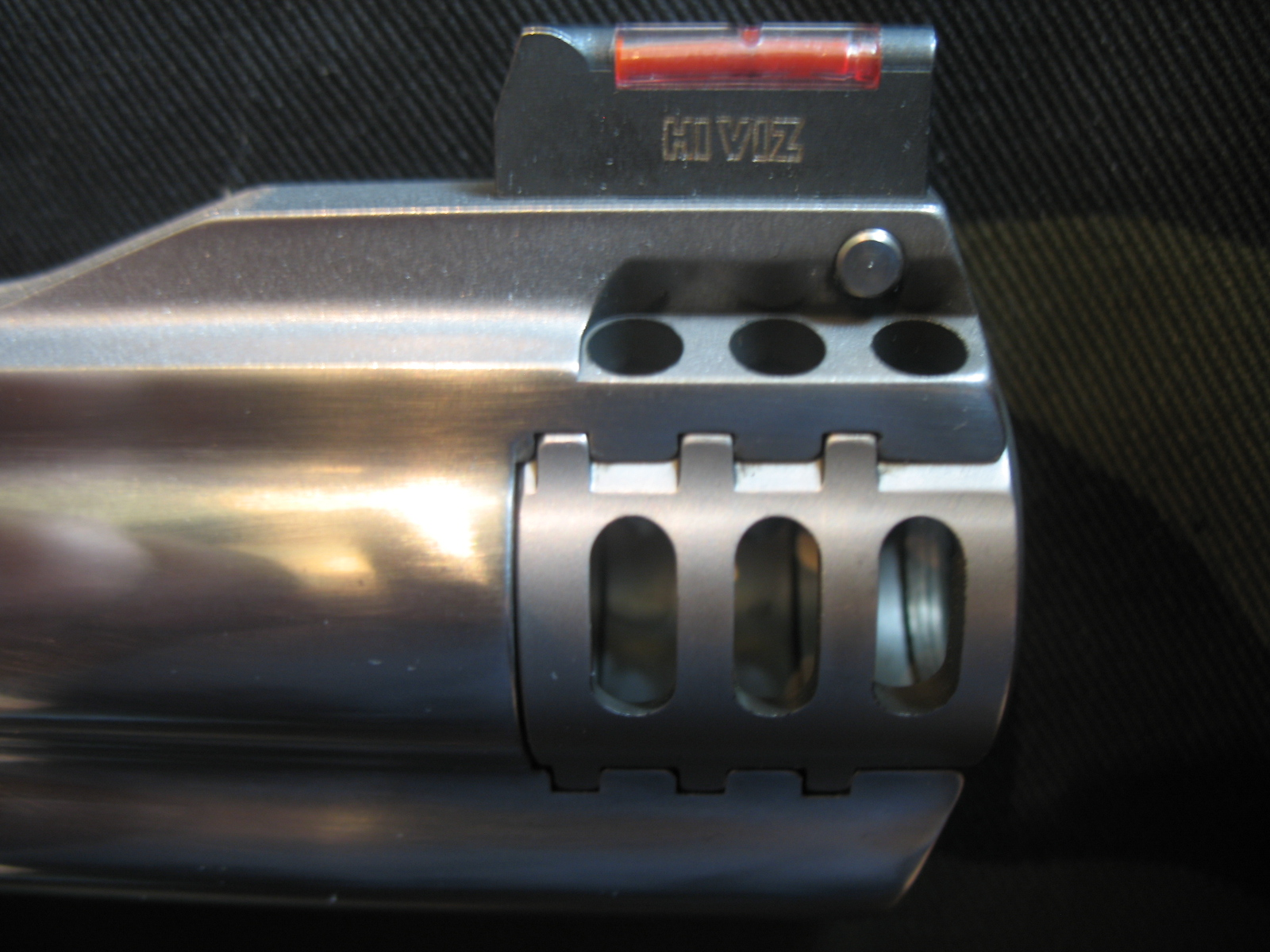
Mündung mit Leuchtkorn (rot) von HIVIZ Shooting Systems
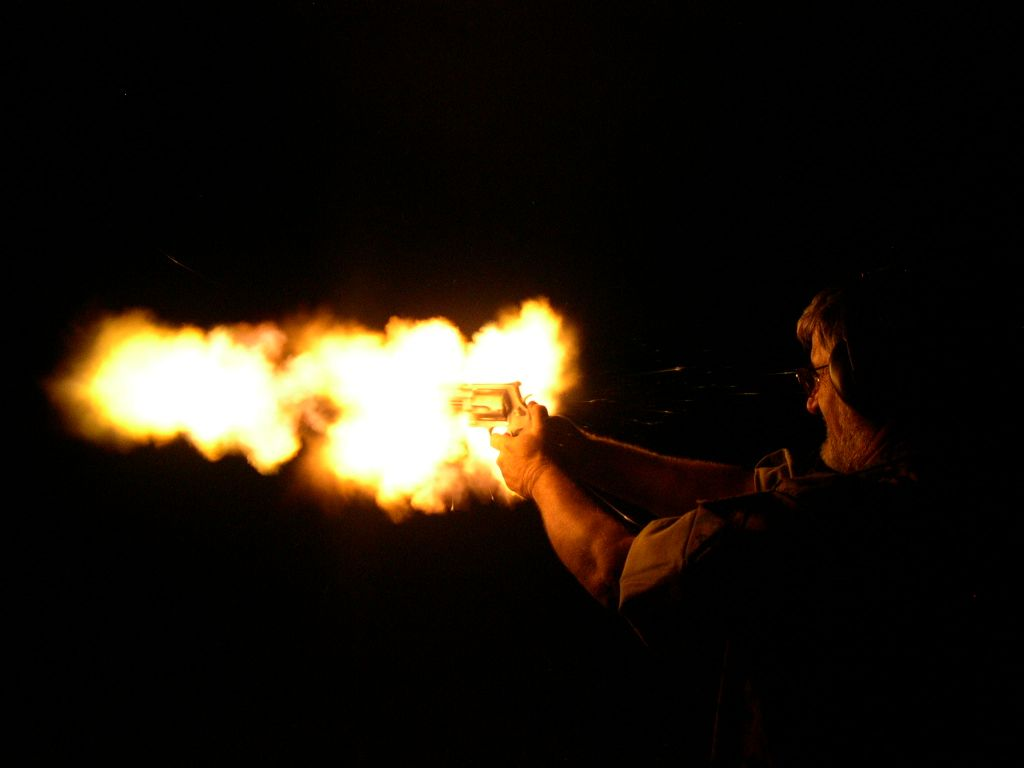
Mündungsfeuer eines S&W500 beim Nachtschießen

## Sportliche Verwendung
In Deutschland wird der Revolver u. a. beim BDS sportlich eingesetzt. So ist er z. B. in der Disziplin Nr. 1111 „Freie Klasse Pistole/Revolver mindestens .30“ durch einige wenige Schützen vertreten. Die Waffe stellt durch die hohen Leistungsdaten des Kalibers sehr hohe physische und mentale Anforderungen an den Schützen.
Ebenfalls anzutreffen ist dieses Modell beim einmal jährlich stattfindenden „Freedom Arms Shoot“ (benannt nach der gleichnamigen Herstellerfirma von Revolvern in Groß- und Größtkalibern). Bei diesem Wettkampf wird, im Gegensatz zu den statischen 25 m-Disziplinen, auf Ziele aus Papier und Metall in bis zu 200 m Entfernung geschossen. Zugelassen sind ausschließlich Kurzwaffen.
Außerdem wird der Revolver auch beim BDMP sportlich eingesetzt. z. B. in der Disziplin C.6C Super Magnum (SM); hierbei handelt es sich um eine dynamische Disziplin auf Entfernungen von 10 / 15 / 25 Metern.